# Classe Aoba
La classe Aoba era una classe di due incrociatori pesanti della Marina imperiale giapponese giapponese, armati con artiglierie da 200 mm. Tali incrociatori pesanti, entrati in servizio nel 1927, furono ampiamente usati durante la seconda guerra mondiale.

## Navi appartenenti alla classe
Le navi appartenenti alla classe furono lo Aoba (青葉) e il Kinugasa (衣笠).
| Ship     | Varato            | Destino finale                                 |
| Aoba     | 25 settembre 1926 | Affondato da attacco aereo il 28 luglio 1945   |
| Kinugasa | 24 ottobre 1926   | Affondato da attacco aereo il 14 novembre 1942 |